# Norr-Korbeberget
Norr-Korbeberget är ett naturreservat i Vindelns kommun i Västerbottens län.
Området är naturskyddat sedan 2016 och är 187 hektar stort. Reservatet omfattar en nordvästsluttning av Nörd-Korbeberget ner mot Stor-Korbesjön och består av barrblandskog med stora granar och tallar och inslag av lövträd.